# Ceaux-en-Loudun
Ceaux-en-Loudun é uma comuna francesa na região administrativa da Nova Aquitânia, no departamento de Vienne. Estende-se por uma área de 28,89 km². Em 2010 a comuna tinha 560 habitantes (densidade: 19,4 hab./km²).